# Karna Bjarup
Karna Bjarup født 20. november 1943 er en tidligere dansk atletikudøver.
Karna Bjarup startede karrieren i Nakskov IK og kom 1970 til Grenå IF. Hun vandt det danske meterskab på 1500 meter 1970 og 1972 samt 3000 meter 1973.
Hun satte dansk rekord på 1500 meter med tiden 4:35.4 i Berlin 2. august 1970.
Hun er stadig aktiv i Skive AM, 2004 blev hun nummer to på maraton ved veteran-EM i aldersgruppen 60-64 år med tiden 3:46,09.
Karna Bjarup er lærer på Resen Skole i Skive. Hun har siden 1981 undervist i fysik/kemi, biologi, tysk og idræt.

## Danske mesterskaber
- Sølv 1974 3000 meter 10:04.4
- Bronze 1974 1500 meter 4:29.4
- Guld 1973 3000 meter 10:01.0
- Sølv 1973 1500 meter 4:29.7
- Guld 1972 1500 meter 4:32.6
- Sølv 1972 800 meter 2:13.7
- Guld 1970 1500 meter 4:40.8
- Bronze 1970 800 meter 2:16.1
- Sølv 1966 800 meter 2:15.7
- Bronze 1964 800 meter 2:17.2
- Sølv 1963 800 meter 2:22.6